# Tonotopia
Em fisiologia, tonotopia (do grego tono = frequência e topos = lugar) é o arranjo espacial onde sons de diferentes frequências são processados no cérebro. Tons próximos entre si em termos de frequência são representados em regiões topologicamente vizinhas no cérebro. Mapas tonotópicos são um caso particular de organização topográfica, semelhante à retinotopia no sistema visual.
A tonotopia no sistema auditivo começa na cóclea, a pequena estrutura semelhante a um caracol no ouvido interno que envia informações sobre o som para o cérebro. Diferentes regiões da membrana basilar no órgão de Corti, a porção sensível ao som da cóclea, vibram em diferentes frequências sinusoidais devido a variações na espessura e largura ao longo do comprimento da membrana. Os nervos que transmitem informações de diferentes regiões da membrana basilar, portanto, codificam a frequência tonotopicamente. Essa tonotopia então se projeta através do nervo vestibulococlear e estruturas associadas do mesencéfalo até o córtex auditivo primário por meio da via de radiação auditiva. Ao longo dessa radiação, a organização é linear em relação ao posicionamento no órgão de Corti, de acordo com a melhor resposta de frequência (ou seja, a frequência na qual aquele neurônio é mais sensível) de cada neurônio. Entretanto, a fusão binaural no complexo olivar superior em diante acrescenta quantidades significativas de informações codificadas na intensidade do sinal de cada gânglio. Assim, o número de mapas tonotópicos varia entre as espécies e o grau de síntese binaural e separação das intensidades sonoras; em humanos, seis mapas tonotópicos foram identificados no córtex auditivo primário.

## História
A evidência mais antiga de organização tonotópica no córtex auditivo foi indicada por Vladimir E. Larionov em um artigo de 1899 intitulado "Sobre os centros musicais do cérebro", que sugeria que lesões em uma trajetória em forma de S resultavam em falha na resposta a tons de frequências diferentes. Na década de 1920, a anatomia coclear foi descrita e o conceito de tonotopicidade foi introduzido. Nessa época, o biofísico húngaro Georg von Békésy iniciou uma exploração mais aprofundada da tonotopia no córtex auditivo. Békésy mediu a onda viajante coclear abrindo amplamente a cóclea e usando uma luz estroboscópica e um microscópio para observar visualmente o movimento em uma grande variedade de animais, incluindo porquinho-da-índia, galinha, camundongo, rato, vaca, elefante e osso temporal humano. É importante destacar que Békésy descobriu que diferentes frequências sonoras faziam com que amplitudes máximas de onda ocorressem em diferentes locais ao longo da membrana basilar ao longo da espiral da cóclea, o que é o princípio fundamental da tonotopia. Békésy recebeu o Prêmio Nobel de Fisiologia ou Medicina por seu trabalho. Em 1946, a primeira demonstração ao vivo da organização tonotópica no córtex auditivo ocorreu no Hospital Johns Hopkins. Mais recentemente, avanços na tecnologia permitiram que pesquisadores mapeassem a organização tonotópica em indivíduos humanos saudáveis usando dados eletroencefalográficos (EEG) e magnetoencefalográficos (MEG). Embora a maioria dos estudos humanos concorde com a existência de um mapa de gradiente tonotópico no qual as baixas frequências são representadas lateralmente e as altas frequências são representadas medialmente ao redor do giro de Heschl, um mapa mais detalhado no córtex auditivo humano ainda não está firmemente estabelecido devido a limitações metodológicas

## Mecanismos sensoriais

### Sistema nervoso periférico

#### Cóclea
A organização tonotópica na cóclea se forma ao longo do desenvolvimento pré e pós-natal por meio de uma série de mudanças que ocorrem em resposta a estímulos auditivos. A pesquisa sugere que o estabelecimento pré-natal da organização tonotópica é parcialmente guiado pela reorganização sináptica; no entanto, estudos mais recentes mostraram que as primeiras mudanças e refinamentos ocorrem tanto no circuito quanto nos níveis subcelulares. Nos mamíferos, depois que o ouvido interno está totalmente desenvolvido, o mapa tonotópico é então reorganizado para acomodar frequências mais altas e específicas. A pesquisa sugeriu que o receptor guanilil ciclase Npr2 é vital para a organização precisa e específica desta tonotopia. Outros experimentos demonstraram um papel conservado do Sonic Hedgehog emanando da notocorda e da placa do assoalho no estabelecimento da organização tonotópica durante o desenvolvimento inicial. É essa organização tonotópica adequada das células ciliadas na cóclea que permite a percepção correta da frequência como o tom adequado.

#### Organização estrutural
Na cóclea, o som cria uma onda progressiva que se move da base ao ápice, aumentando em amplitude à medida que se move ao longo de um eixo tonotópico na membrana basilar (MB). Essa onda de pressão viaja ao longo do BM da cóclea até atingir uma área que corresponde à sua frequência máxima de vibração; isso é então codificado como tom. Sons de alta frequência estimulam neurônios na base da estrutura e sons de baixa frequência estimulam neurônios no ápice. Isso representa a organização tonotópica coclear. Isso ocorre porque as propriedades mecânicas do BM são graduadas ao longo de um eixo tonotópico; isso transmite frequências distintas às células ciliadas (células mecanossensoriais que amplificam as vibrações cocleares e enviam informações auditivas ao cérebro), estabelecendo potenciais receptores e, consequentemente, sintonia de frequência. Por exemplo, o BM aumenta sua rigidez em direção à sua base.

#### Mecanismos da tonotopia coclear
Acredita-se que os feixes de cabelo, ou a “antena mecânica” das células ciliadas, sejam particularmente importantes na tonotopia coclear. A morfologia dos feixes de cabelo provavelmente contribui para o gradiente de BM. A posição tonotópica determina a estrutura dos feixes de cabelo na cóclea. A altura dos feixes de cabelos aumenta da base para o ápice e o número de estereocílios diminui (ou seja, as células ciliadas localizadas na base da cóclea contêm mais estereocílios do que aquelas localizadas no ápice).
Além disso, no complexo ponta-elo das células ciliadas da cóclea, a tonotopia está associada a gradientes de propriedades mecânicas intrínsecas. No feixe capilar, as molas de ativação determinam a probabilidade de abertura dos canais de transdução iônica mecanoelétrica: em frequências mais altas, essas molas elásticas estão sujeitas a maior rigidez e maior tensão mecânica nas pontas das células capilares. Isso é enfatizado pela divisão de trabalho entre células ciliadas externas e internas, na qual os gradientes mecânicos para células ciliadas externas (responsáveis pela amplificação de sons de frequência mais baixa) apresentam maior rigidez e tensão.
A tonotopia também se manifesta nas propriedades eletrofísicas da transdução. A energia sonora é traduzida em sinais neurais por meio da transdução mecanoelétrica. A magnitude do pico de corrente de transdução varia com a posição tonotópica. Por exemplo, as correntes são maiores em posições de alta frequência, como a base da cóclea. Conforme observado acima, as células ciliadas cocleares basais têm mais estereocílios, proporcionando assim mais canais e correntes maiores. A posição tonotópica também determina a condutância dos canais de transdução individuais. Os canais individuais nas células ciliadas basais conduzem mais corrente do que aqueles nas células ciliadas apicais.
Finalmente, a amplificação do som é maior nas regiões cocleares basais do que nas apicais porque as células ciliadas externas expressam a proteína motora prestina, que amplifica as vibrações e aumenta a sensibilidade das células ciliadas externas aos sons mais graves.

### Sistema nervoso central

#### Córtex
A frequência de áudio, também conhecida como tom, é atualmente a única característica do som que é conhecida com certeza por ser mapeada topograficamente no sistema nervoso central. No entanto, outras características podem formar mapas semelhantes no córtex, como intensidade sonora, largura de banda de sintonia, ou taxa de modulação, mas estas não foram tão bem estudadas.
No mesencéfalo, existem duas vias auditivas primárias para o córtex auditivo: a via auditiva clássica lemniscal e a via auditiva não clássica extralemniscal. A via auditiva clássica lemniscal é organizada tonotopicamente e consiste no núcleo central do colículo inferior e no corpo geniculado medial ventral projetando-se para áreas primárias no córtex auditivo. O córtex auditivo não primário recebe entradas da via auditiva não clássica extralemniscal, que mostra uma organização de frequência difusa.
A organização tonotópica do córtex auditivo foi amplamente examinada e, portanto, é mais bem compreendida em comparação com outras áreas da via auditiva. A tonotopia do córtex auditivo foi observada em muitas espécies animais, incluindo pássaros, roedores, primatas e outros mamíferos. Em camundongos, descobriu-se que quatro sub-regiões do córtex auditivo exibem organização tonotópica. A sub-região A1 classicamente dividida foi descoberta como sendo, na verdade, duas regiões tonópicas distintas: A1 e o campo dorsomedial (DM). A região A2 do córtex auditivo e o campo auditivo anterior (AAF) têm mapas tonotópicos que correm dorsoventralmente. As outras duas regiões do córtex auditivo do camundongo, o campo dorsoanterior (DA) e o campo dorsoposterior (DP) não são tonotópicas. Embora os neurônios nessas regiões não tonotópicas tenham uma frequência característica, eles são organizados aleatoriamente.
Estudos usando primatas não humanos geraram um modelo hierárquico de organização cortical auditiva que consiste em um núcleo alongado composto por três campos tonotópicos consecutivos: o campo auditivo primário A1, o campo rostral R e o campo temporal rostral RT. Essas regiões são cercadas por regiões de campos de cinturão (secundárias) e campos de paracinturão de ordem superior. A1 exibe um gradiente de frequência de alto para baixo na direção posterior para anterior; R exibe um gradiente reverso com frequências características de baixo para alto na direção posterior para anterior. A RT tem um gradiente menos claramente organizado das frequências altas para as baixas. Esses padrões tonotópicos primários se estendem continuamente para as áreas do cinturão circundante.
A organização tonotópica no córtex auditivo humano foi estudada usando uma variedade de técnicas de imagem não invasivas, incluindo magneto e eletroencefalografia ( MEG / EEG ), tomografia por emissão de pósitrons ( PET ) e ressonância magnética funcional ( fMRI ). O mapa tonotópico primário no córtex auditivo humano está ao longo do giro de Heschl (HG). Entretanto, vários pesquisadores chegaram a conclusões conflitantes sobre a direção do gradiente de frequência ao longo do HG. Alguns experimentos descobriram que a progressão tonotópica ocorreu paralelamente ao longo de HG, enquanto outros descobriram que o gradiente de frequência ocorreu perpendicularmente através de HG em uma direção diagonal, formando um par de gradientes em forma de V angular.

#### Em ratos
Um dos métodos bem estabelecidos de estudo de padrões tonotópicos no córtex auditivo durante o desenvolvimento é a elevação de tons. No córtex auditivo primário do rato (A1), diferentes neurônios respondem a diferentes faixas de frequências, com uma frequência específica provocando a maior resposta – isso é conhecido como a "melhor frequência" para um determinado neurônio. A exposição de filhotes de camundongos a uma frequência específica durante o período crítico auditivo (dia 12 a 15 pós-natal)  deslocará as "melhores frequências" dos neurônios em A1 em direção ao tom de frequência exposto.
Foi demonstrado que essas mudanças de frequência em resposta a estímulos ambientais melhoram o desempenho em tarefas de comportamento perceptivo em ratos adultos que foram criados com tom durante o período crítico auditivo. A aprendizagem de adultos e as manipulações sensoriais do período crítico induzem mudanças comparáveis nas topografias corticais e, por definição, a aprendizagem de adultos resulta em maiores capacidades perceptivas. O desenvolvimento tonotópico de A1 em filhotes de camundongos é, portanto, um fator importante na compreensão da base neurológica do aprendizado auditivo.
Outras espécies também apresentam desenvolvimento tonotópico semelhante durante períodos críticos. O desenvolvimento tonotópico do rato é quase idêntico ao do camundongo, mas o período crítico é deslocado ligeiramente para mais cedo, e as corujas-das-torres mostram um desenvolvimento auditivo análogo nas Diferenças de Tempo Interaural (ITD).

#### Plasticidade do período crítico auditivo
O período crítico auditivo dos ratos, que dura do dia 11 pós-natal (P11) ao P13 pode ser estendido por meio de experimentos de privação, como a criação com ruído branco. Foi demonstrado que subconjuntos do mapa tonotópico em A1 podem ser mantidos em um estado plástico indefinidamente, expondo os ratos ao ruído branco que consiste em frequências dentro de uma faixa particular determinada pelo experimentador. Por exemplo, expor um rato durante o período crítico auditivo ao ruído branco que inclui frequências de tom entre 7 kHz e 10 kHz manterá os neurônios correspondentes em um estado plástico muito além do período crítico típico – um estudo manteve esse estado plástico até que os ratos tivessem 90 dias de idade. Estudos recentes também descobriram que a liberação do neurotransmissor norepinefrina é necessária para a plasticidade do período crítico no córtex auditivo, entretanto, o padrão tonotópico intrínseco do circuito cortical auditivo ocorre independentemente da liberação de norepinefrina. Um estudo recente de toxicidade mostrou que a exposição intrauterina e pós-natal ao bifenil policlorado (PCB) alterou a organização geral do córtex auditivo primário (A1), incluindo a tonotopia e a topografia A1. A exposição precoce ao PCB também alterou o equilíbrio das entradas excitatórias e inibitórias, o que alterou a capacidade do córtex auditivo de se reorganizar plasticamente após mudanças no ambiente acústico, alterando assim o período crítico de plasticidade auditiva.

#### Plasticidade adulta
Estudos em A1 maduro se concentraram em influências neuromodulatórias e descobriram que a estimulação direta e indireta do nervo vago, que desencadeia a liberação do neuromodulador, promove a plasticidade auditiva adulta. Foi demonstrado que a sinalização colinérgica envolve a atividade das células 5-HT3AR em áreas corticais e facilita a plasticidade auditiva do adulto. Além disso, o treinamento comportamental usando estímulos recompensadores ou aversivos, comumente conhecidos por envolver aferentes colinérgicos e células 5-HT3AR, também demonstrou alterar e deslocar mapas tonotópicos adultos.